# Chamaeangis odoratissima
Chamaeangis odoratissima är en orkidéart som först beskrevs av Heinrich Gustav Reichenbach, och fick sitt nu gällande namn av Rudolf Schlechter. Chamaeangis odoratissima ingår i släktet Chamaeangis och familjen orkidéer. Inga underarter finns listade i Catalogue of Life.